# Ensanche de Tetuán

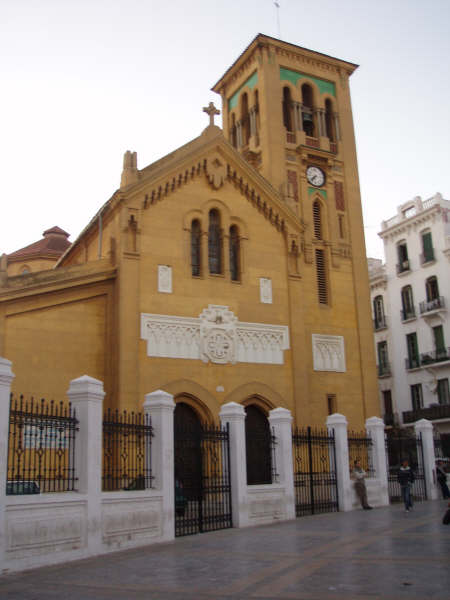
Iglesia de Nuestra Señora de las Victorias, del ensanche de Tetuán.

El ensanche de Tetuán, también llamado ensanche español, es una zona de la ciudad de marroquí de Tetuán, diseñada y construida durante la época del Protectorado español de Marruecos, que constituye el mejor ejemplo del urbanismo español en el antiguo protectorado. 
Situada a unos 40 km de Ceuta, la ciudad de Tetuán ha estado estrechamente ligada a la cultura española durante varios periodos de su historia, especialmente desde que sefardíes y moriscos se asentaran en la ciudad a partir del siglo XV. En 1860 la ciudad es tomada por el general Leopoldo O'Donnell, aunque la relación entre Tetuán y España no fue intensa hasta 1913, cuando se estableció el protectorado español en el norte de Marruecos. Elegida como capital del protectorado y una vez pacificada la zona, entre 1927 y 1956 la ciudad experimenta una intensa transformación urbanística por la que sus barrios y edificios adquieren una imagen muy similar a los de otras ciudades españolas de la época. 
A diferencia de los ensanches desarrollados por los franceses como núcleos aislados en ciudades como Fez o Marrakesh, la estructura del ensanche de Tetuán se configura como una continuación de la ciudad existente, adaptándose y relacionándose con el entramado urbano antiguo. Su estructura se organiza en torno a una gran plaza circular, actualmente llamada plaza de Muley el Mehdi (antigua plaza de Primo de Rivera), donde convergen seis grandes ejes viarios y donde se asentaron edificios notorios como la Iglesia de Nuestra Señora de la Victoria o la sede de Correos. La morfología del ensanche es la característica de este tipo de actuaciones urbanísticas. Presenta un fuerte regularidad de manzanas y volúmenes y escalas equilibradas. Los edificios son predominantemente de tres alturas más bajo y ático retranqueado, mientras que los ejes viales poseen una anchura de entre 12 y 15 m.  
El eje más importante es la avenida de Mohamed V, antiguamente conocida como avenida del Generalísimo, que atraviesa el ensanche transversalmente en dirección oeste-este. Esta vía conecta la mezquita de Hassan II con la plaza de El Jala, principal punto de conexión con la medina, y concentra numerosos comercios y cafés, además de edificios singulares y representativos como el Casino Español. 
El diseño del ensanche, así como muchas de sus edificaciones, se deben a Carlos Ovilo. Su construcción comenzó en 1917, por lo que su arquitectura es semejante al estilo regionalista en boga en Andalucía durante aquellos años, distinguiéndose por elementos neomozárabes e historicistas. Otros arquitectos notables fueron  José María Bustinduy, Manuel Latorre y Casto Fernández Shaw. 
Con la llegada de la Segunda República se introducen las tendencias del Movimiento Moderno, como en el Casino Israelita, pero a partir de 1940, se impone la arquitectura franquista, con la que regresan los estilos con influencias regionalistas. Finalmente, durante los últimos años del protectorado se desarrolla el estilo neoherreriano, como por ejemplo en los Pabellones Varela, pero también exponentes del racionalismo maduro, como Casto Fernández Shaw o José María Bustinduy, etapa a la que responden edificios como la estación de autobuses, el mercado y el  edificio de La Equitativa entre otros.